# イザボー
ミュージカル『イザボー』は末満健一作・演出、和田俊輔作曲のミュージカル。

## 概要
最悪の王妃と悪名高いフランスのイザボー・ド・バヴィエールの半生をテーマに、2024年1月から2月まで「MOJO（モジョ）プロジェクト -Musicals of Japan Origin project-」の第1弾として上演された。
MOJOプロジェクトは「ワタナベエンターテインメントと劇作家・末満健一がタッグを組み、日本のクリエイターたちの才能を集め、世界レベルの作品を創造・発信していく」というコンセプトで発足した。
末満健一は2013年上演のミュージカル『我らジャンヌ』の執筆時、ジャンヌ・ダルクについて調べている際にイザボー・ド・バヴィエールのことを知り魅了されたと話している。
「ジャンヌは救世主だと言われていますが、救世するからには世が乱れていないといけない。では、その世を乱した人は誰なんだろうと考えると、まあイザボーひとりが世を乱したわけではないんですけど、バックボーンに彼女がいるとわかった時、果たして本当はどんな人だったんだろうととても気になったんです。それで調べてみると、決して良い書かれ方はされていない人だった。その、表層的に評価される彼女の辿った道に、僕は単的に言うとすごく感情移入してしまったんですね。自分のようだ、と思える部分があったというか。僕も学生の頃、特に何も考えていなかったのに『なんであいつはいつもあんな不愉快そうなんだ』と誤解されることが多かったんです。そんなことから、イザボーの内面にすごく興味が湧いてきて。対外的なあの低い評価と、彼女が内包しているものにはきっと差があるはずだ、そしてその差はドラマになりうる、と思ったわけです」。

## 公演日程・会場
- 2024年1月15日 - 30日 東京建物 Brillia HALL[7]
- 2024年2月8日 - 11日 オリックス劇場[7]

## キャスト
- イザボー・ド・バヴィエール - 望海風斗[8]
- シャルル7世 - 甲斐翔真[9]
- シャルル6世 - 上原理生[10]
- ブルゴーニュ公ジャン - 中河内雅貴[11]
- オルレアン公ルイ - 上川一哉[7]
- ヨランド・ダラゴン - 那須凜[12]
- ブルゴーニュ公フィリップ - 石井一孝[13]
- 少女時代のイザボー - 大森未来衣[14]
- ヴァレンチーナ - 伯鞘麗名[15]
- 石井咲[11]
- 加賀谷真聡[11]
- 川崎愛香里[15]
- 齋藤千夏[15]
- 佐々木誠[15]
- 高木裕和[16]
- 堂雪絵[16]
- 中嶋紗希[17]
- 宮河愛一郎[17]
- 安井聡[17]
- ユーリック武蔵[17]
- スウィング - 井上望、齋藤信吾、高倉理子[3]

## スタッフ
- 脚本・演出 - 末満健一[18]
- 音楽 - 和田俊輔[19]
- 美術 - 松井るみ[14]
- プロデューサー - 渡辺ミキ[18]
- 主催・企画・製作 - ワタナベエンターテインメント[15]